# Zainab bint Muhammad
Zainab bint Muhammad (arabisk: زَيْنَب بِنْت مُحَمَّد, født 598/599, død 629) var den ældste datter af den islamiske profet Muhammed fra dennes første hustru Khadijah.
| Biografi | Spire Denne biografi er en spire som bør udbygges. Du er velkommen til at hjælpe Wikipedia ved at udvide den. |